# Kovacsóczy István
Körtvefájai Kovacsóczy István (? – Görgény vára, 1634. október) erdélyi nemesúr, 1622–1634 között erdélyi kancellár. 

## Élete
Apja a Báthory Zsigmond által kivégeztetett Kovacsóczy Farkas kancellár volt, anyja Harinai Farkas Kata. 
1608-tól Fehér vármegye főispánja volt; 1610-ben a Kendi–Kornis összeesküvésben való részvétele miatt elvesztette tisztségét. Bethlen Gábor titkáraként több diplomáciai megbízást teljesített: 1614-ben a pozsonyi országgyűlésre, 1616-ben és 1620-ban Prágába a császárhoz utazott. 1616-ban kancelláriai titkár lett. Péchi Simon letartóztatása után 1621-ben megbízottként vezette a kancelláriát, majd 1622-ben kancellárrá nevezték ki. Műveltségével kivívta a kortársak tiszteletét.
1624-ben Bécsbe utazott a nikolsburgi békeszerződés végrehajtására. 1625-ben Mikó Ferenccel együtt Bécsbe utazott Bethlen és II. Ferdinánd lánya, Cecília házasságának előmozdítására, majd miután a tárgyalások eredménytelenül zárultak, Berlinbe utaztak, hogy ott megkérjék Brandenburgi Katalin kezét. Bethlen és a német hercegnő házassági szerződését is Kovacsóczy és Mikó írták alá a fejedelem nevében.
1625-től Marosszék főkapitánya, 1627-től Torda megye főispánja is. 
1630-ban Bethlen Istvántól zálogba kapta Görgény várát. 1632-ben I. Rákóczi György Kendilónát adományozta neki.
Felesége Thelegdy Zsófia volt, Kata nevű lányát Derzsi Petky Ferenc vette feleségül. Fiúutód hiányában ő volt a körtvefáji Kovacsóczy család utolsó tagja. Könyvtárát a kolozsvári jezsuitákra hagyta.

## Munkája
- Oratio, ad Sigismundum III, regem Poloniae..., Linz, 1619